# Monetarisme
El monetarisme és una escola de pensament en economia monetària que posa l'accent en el paper dels responsables polítics en el control de la quantitat de diners en circulació. Va guanyar protagonisme a la dècada de 1970, però va ser abandonada principalment com a guia directa de la política monetària durant la dècada següent a causa de l'augment de l'objectiu d'inflació a través dels moviments del tipus d'interès oficial.
La teoria monetarista afirma que les variacions en l'oferta monetària tenen influències importants en la producció nacional a curt termini i en els nivells de preus durant períodes més llargs. Els monetaristes afirmen que els objectius de la política monetària s'aconsegueixen millor si s'orienten a la taxa de creixement de l'oferta monetària en comptes de participar en una política monetària discrecional. El monetarisme s'associa habitualment amb el neoliberalisme.
El monetarisme s'associa principalment amb el treball de Milton Friedman, que va ser un opositor influent de l'economia keynesiana, criticant la teoria de Keynes de lluitar contra les recessió econòmica mitjançant la política fiscal (despesa del govern). Friedman i Anna Schwartz van escriure un llibre influent, A Monetary History of the United States, 1867–1960, i van argumentar "que la inflació és sempre i a tot arreu un fenomen monetari".
Tot i que Friedman es va oposar a l'existència de la Reserva Federal, va defensar, donada la seva existència, una política del banc central destinada a mantenir el creixement de l'oferta monetària a un ritme proporcional al creixement de la productivitat i la demanda de béns. No obstant això, l'objectiu de creixement monetari va ser abandonat principalment pels bancs centrals que ho van provar. Contràriament al pensament monetarista, la relació entre creixement monetari i inflació va demostrar estar lluny de ser estreta. En canvi, a principis de la dècada de 1990, la majoria dels principals bancs centrals van recórrer a l'objectiu d'inflació directa, basant-se en la direcció dels tipus d'interès a curt termini com el seu principal instrument de política. Després, el monetarisme es va subsumir en la nova síntesi neoclàssica que va aparèixer en macroeconomia cap a l'any 2000.

## Descripció
El monetarisme és una teoria econòmica que se centra en els efectes macroeconòmics de l'oferta de diners i la banca central. Formulat per Milton Friedman, argumenta que l'expansió excessiva de l'oferta monetària és inherentment inflacionista i que les autoritats monetàries haurien de centrar-se únicament en mantenir l'estabilitat de preus.
La teoria monetarista pren les seves arrels de la teoria quantitativa del diner, una teoria econòmica centenària que havia estat proposada per diversos economistes, entre ells Irving Fisher i Alfred Marshall, abans que Friedman la repetís el 1956.

### Regla monetària fixa
Friedman va proposar una regla monetària fixa, anomenada regla del k per cent de Friedman, on l'oferta monetària augmentaria automàticament en un percentatge fix per any. La taxa hauria de ser igual a la taxa de creixement del PIB real, deixant el nivell de preus sense canvis. Per exemple, si s'espera que l'economia creixi al 2% en un any determinat, la Fed hauria de permetre que l'oferta monetària augmenti un 2%. Com que la política monetària discrecional tindria tanta probabilitat de desestabilitzar com d'estabilitzar l'economia, Friedman va defensar que la Fed estigués lligada a regles fixes per dur a terme la seva tasca.

### Oposició al patró or
La majoria dels monetaristes s'oposen al patró or. Friedman considerava poc pràctic un patró d'or pur. Per exemple, mentre que un dels beneficis del patró or és que les limitacions intrínseques al creixement de l'oferta monetària per l'ús de l'or impedirien la inflació, si el creixement de la població o l'augment del comerç supera l'oferta monetària, no hi hauria cap manera de contrarestar la deflació i la reducció de la liquiditat (i qualsevol recessió consegüent) excepte per l'extracció de més or. Friedman també va admetre que si un govern estava disposat a cedir el control de la seva política monetària i no interferir amb les activitats econòmiques, seria possible una economia basada en l'or.